# Warcraft: Початок
«Warcraft: Початок» (англ. «Warcraft: The Beginning») — художній фільм у жанрі фентезі за мотивами відеоігор серії Warcraft, що вийшов у прокат в Україні 9 червня 2016 року. Став найуспішнішим фільмом, знятим на основі відеоігор, маючи $160 млн бюджету і $433,5 млн зборів по всьому світу.
Фільм більшою мірою засновано на Warcraft: Orcs & Humans (1994), він оповідає про першу зустріч жителів світів Азероту і помираючого Дренору, яка виливається у війну, в якій кожна зі сторін має свою правду.

## Сюжет
Мирне королівство світу Азерот Штормвінд зазнає навали орків, які рятуються зі свого помираючого світу Дренору крізь міжсвітовий портал. Герої протиборчих сторін мусять захистити свої сім'ї, народ, і домівки: Андуїн Лотар зі сторони мешканців Азероту і Дуротан зі сторони Дренору й Орди зокрема.
В помираючому світі Дренор орки готуються до завоювання нововідкритого Азероту. Молодий вождь клану Північних вовків на ім'я Дуротан проводить вагітну дружину Драку до міжсвітового порталу, щоб дати їй і дитині шанс на краще життя. Шаман Ґул'дан, під проводом якого відбувається збір всіх орчих кланів у Орду, підпускає тільки найсильніших воїнів-чоловіків для першої вилазки в інший світ. Висмоктуючи життєву силу полонених дренеїв, Ґул'дан активує портал і орки входять в нього. Однак сили полонених замало аби провести всіх, з іншого боку орки мусять збудувати інший портал і підживити його життям мешканців Азероту.
По прибуттю в Драки починаються перейми і вона народжує мертвого сина. Вождь Чорнорук гнівається на Дуротана за нехтування наказом шамана пропускати тільки найсильніших воїнів. Ґул'дан висмоктує життя з місцевого оленя і передає його мертвонародженому, оживляючи його. Це надихає орків, шаман проголошує народження майбутнього героя Орди.
За якийсь час воєначальнику Андуїну Лотару доповідають про напад невідомих на гарнізон. Маг Кадгар, попри недовіру Лотара, оглядає одного із загиблих, щоб визначити нападників. Він виявляє слід невідомого чаклунства, тому радить звернутися до Хранителя світу, мага-відлюдника Медіва. Андуїн вирушає до короля Ллейна, паралельно викриваючи, що Кадгар покинув навчання почесній ролі Хранителя і є через це вигнанцем.
Тим часом Дуротан засуджує грабежі простих селян, впевнений, що це недостойно справжнього воїна. Андуїн з Кадгаром верхи на грифоні прибувають до вежі Медіва Караджан, де їх зустрічає кастелян Морос. Медів, зайнятий майструванням голема, радий побачити давнього друга Лотара. Кадгар, оглядаючи книги, помічає якийсь зв'язок з однією. Цим він привертає увагу Медіва, який розгніваний присутністю вигнанця. Проте вислухавши його, маг говорить, що Кадгар вчинив правильно, пославши воєначальника до нього, адже світу загрожує скверна — магія, що працює на самому житті, псує носія і все, до чого він торкнеться. Всі троє телепортуються до короля. Той споряджає добре озброєне військо на дослідження ворога.
Люди потрапляють в засідку орків, але Медів знищує нападників, користуючись вразливістю скверни до магії Світла. Були знищені лише орки, які прийняли до себе скверну. Дуротан це бачить і тікає разом з Оргрімом та Чорноруком. Воїни беруться переслідувати Дуротана, щоб захопити його в полон. Але натомість люди полонять рабиню орків Ґарону, яка володіє і їхньою, і орчою мовами. Гарона розповідає, що навчилася говорити по-людськи від полонених людей, котрих орки збирають для відкриття порталу в Дренор. В той час Ґул'дан збирає орків і засуджує Чорнорука за втрату бійців і втечу. Дуротан заступається за вождя. Королева Тарія намагається переконати Ґарону жити в мирі з усіма расами Азероту.
Дуротан помічає, що навколо орчого табору природа марніє. Він згадує, що так загинув Дренор після того, як до влади прийшов Ґул'дан. Він пропонує другові Оргріму скинути шамана, об'єднавшись з людьми, оскільки серед орків однодумців замало. Оргрім відкидає такий план, оскільки це виставить їх зрадниками в очах Орди. Ґарона ж проводить Андуїна і Кадгара до місця, звідки видно будівництво порталу і де працюють поневолені селяни. Вона зізнається, що за своє походження її зневажають в Орді. Ґарону помічає Дуротан та зауваживши, що їй краще серед людей, назначає зустріч з королем біля Чорної скелі.
Король скликає на раду інші королівства, але їхні представники, гноми та ельфи, турбуються про власні землі й не бажають допомагати. Кадгар знаходить в книзі Медіва малюнок порталу і розуміє, що орків хтось викликав з боку Азероту. Молодий маг думає допомогти Хранителю, але того тільки злить самовпевненість Кадгара. Медів спалює усю його роботу, окрім одного листка. На це Кадгар скаржиться Лотару, але він думає, що Медів захищає світ від дуже великого зла, тому не хоче наражати набагато слабшого Хадгара на небезпеку.
Король прибуває на переговори з Дуротаном за посередництва Ґарони. Орк розповідає, що до активації порталу лишилося два дні. Якщо люди відволічуть війська Ґул'дана, поки він знищить шамана, Дуротан в свою чергу потурбується про порятунок полонених. Несподівано нападає загін Чорнорука. Медів накриває людей магічним щитом, проте Андуїн і його син Каллан опиняються по різні його боки і останнього вбиває Чорнорук. Виснаженого Медіва доставляють в Караджан, Кадгар бачить в очах мага скверну та спішить за допомогою в місто магів Даларан.
Ґул'дан пропонує Оргріму очолити клан Північного Вовка і наділити його силою скверни. Кадгар розпитує у старійшин Даларану про Алоді, згадувану в книзі Медіва. Його проводять до таємного місця, де Кадгар зустрічає першу Хранительку Алоді. Вона повідомляє — Медів потрапив під вплив скверни, тобто насправді Азерот ніхто не захищає. В цей час сцілений Медів після розмови з Ґароною, визнає, що потрапив під вплив скверни і вбиває Мороса.
Від Штормвінду відвертаються союзники, а Лотар зневірюється в можливості перемогти орків, якщо портал буде відкрито. Прибулий Медів намовляє короля кинути всі сили на бій біля портала, запевняючи його, що Дуротан зумів розділити ворожі сили. Лотара ж ув'язнюють, посилаючись на те, що його розум затьмарений смертю сина. Кадгар переносить Лотара в Караджан, щоб завадити Медіву. Проте вони не можуть йому завадити — маг відкриває портал і спотворюється силами скверни.
Тим часом Чорнорук за згодою Ґул'дана винищує клан Північного вовка, але Оргрім не наважується вбити Драку з її сином. Він відпускає їх, а згодом організовує втечу ув'язненого за зраду Дуротана. З метою затримати прибуття Орди і показати що таїть в собі магія Ґул'дана, Дуротан викликає шамана на священний поєдинок честі Мак'гору. На докір, що він не може кидати виклик, оскільки тепер не має клану, Оргрім відповідає, що він ще живий. Ґул'дан помітивши відкриття порталу, попри звичай, задіює в поєдинку чаклунство та випиває життя Дуротана. Орки обурюються цим святотатством і дослухаються до слів Оргріма, який піде за справжнім орком. Та шаман залякує їх, показово витягуючи життя ще кількох ординців. Їх силою він наділяє Чорнорука могутністю. В цю мить відкривається портал, а люди підходять до табору біля нього. Драка кладе сина в кошик і спускає його по річці. Один з орків силується вбити обох, Драка затримує його і гине в сутичці, поки кошик відпливає досить далеко.
Медів зливається зі своїм альтер-его — палим титаном Саргерасом, котрий і спонукав його до прикликання орків, набуваючи демонічного вигляду. Кадгар заманює мага в пастку, де скидає на нього голема і виганяє Саргераса, проте сам заражається скверною. В Кадгарі починають боротися добро і зло, врешті добро пересилює, що робить його новим Хранителем. Перед смертю Медів заповідає не бути таким самонадіяним, як був він, і не боротися зі злом самому.
Зібравши останні сили, Медів відкриває портал від орчого табору до Штормвінду, завдяки чому воїни визволяють полонених і уникають неминучої загибелі. Король Ллейн обороняє своїх підданих, поки портал не згасає. Він віддячує Ґароні, дозволяючи вбити себе і цим самим прославити Ґарону в Орді. Але Андуїн, що прибуває на допомогу, розцінює це як зраду. Опинившись в полоні, Андуїн стикається з Чорноруком, який кидає воєначальнику виклик на Мак'гору. Той здобуває перемогу, тим самим помстившись за сина та збирається йти. Ґул'дан бачить у Лотарі надто небезпечного супротивника і наказує оркам вбити його. Але ті цього не роблять. Тільки боязнь втратити підтримку Орди зупиняє його від переслідування.
У Штормвінді Кадгар не вірить розповіді Лотара про зраду Ґарони. Тарія виступає з промовою, де закликає всіх до об'єднання. Відбуваються похорони Ллейна Ріна, на які прибувають правителі всіх дружніх королівств, серед яких королі гномів Бронзоборід і ельфів Анастеріан. Єдиним спадкоємцем трону лишається Андуїн Лотар, якого всі визнають новим правителем. Лотар об'являє створення Альянсу для протистояння Орді. Сина Дуротана і Драки знаходять люди і хтось бере його на руки.

## Створення

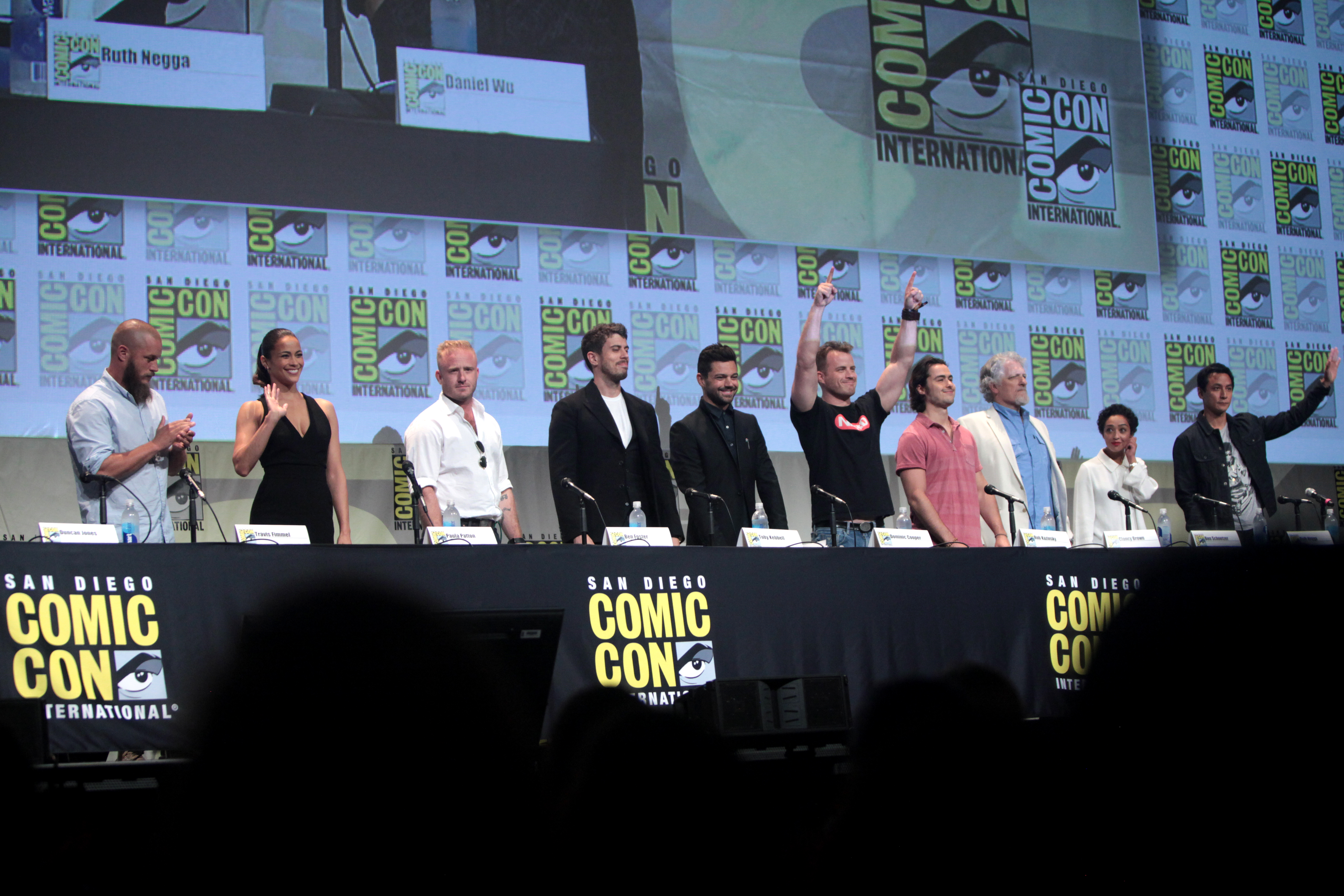
Актори фільму на San Diego Comic Con International 2015

Про фільм, заснований на всесвіті Warcraft стало відомо 9 травня 2006 року, коли Blizzard Entertainment, творець відеоігрової серії, та кінокомпанія Legendary Pictures оголосили про спільну роботу над ним. Legendary Pictures придбала права на фільмову адаптацію, а Blizzard зголосилися їм у цьому допомогти. У Blizzard прийняли рішення переписати для екранізації історію ігор. Фільм мав не повністю відповідати сюжету якоїсь конкретної гри з серії Warcraft, проте залишатися в рамках її всесвіту.
У червні 2007 року голова Legendary Pictures Томас Талл заявив про тісне співробітництво студії з дизайнерами компанії Blizzard і письменниками під час роботи над адаптацією історії Warcraft для фільму.
У серпні 2007 року на BlizzCon було оголошено, що фільм прогнозовано на 2009 рік, а події стрічки розгортатимуться (з точки зору народів Азероту) за один рік до початку сюжету гри Warcraft: Orcs & Humans. Крім того, було повідомлено про бюджет в $100 млн. Томас Талл заявив, що «це буде не фільм у жанрі екшн. Це радше фільм про війну». Віце-президент Blizzard із творчого розвитку та співпродюсер фільму Кріс Метзен повідомив, що вони не будуть робити версію з віковим рейтингом PG: «Ми безперечно не збираємося робити G або PG версію цього. Це не PillowfightCraft» (англ. pillow fight craft — ремесло бійки на подушках).
У вересні 2008 року стало відомо, що Кріс Метцен, сценарист основних ігор Blizzard, був запрошений і до написання сценарію фільму.
22 липня 2009 року було повідомлено, що режисером фільму має стати Сем Реймі, добре відомий своїми роботами за серіями «Зловісні мерці» і «Людина-павук». Пізніше Blizzard Entertainment підтвердила участь Реймі в проекті.
В певний момент режисер Уве Болл висловив зацікавленість в екранізації та домовився про зустріч з Полом Самсом розвити цю ідею, але Blizzard заявила прямо, що вона не хоче мати справу з Боллом, чиї адаптації відеоігор регулярно потрапляють до сотні з найгіршим рейтингом.
У жовтні 2009 року виробнича компанія Legendary Pictures разом з Blizzard Entertainment оголосила, що бюджет фільму буде «не менший за $220 млн», але врешті склав $160 млн.
13 жовтня 2009 MTV Multiplayer повідомила, що писати історію для фільму буде також Роберт Родат, найбільш відомий такими роботами як «Врятувати рядового Раяна» і «Патріот».
На початку 2010 року Sony підтвердила, що Реймі не буде брати участь у наступній версії «Людини-павука». Очікувалось, що «Warcraft» буде проектом, який Сем Реймі візьме наступним.
Зйомки розпочалися у січні 2014 року та тривали 123 дні, до травня. Початково вихід на екрани планувався на 18 грудня 2015 року, але через підготовку до виходу іншого очікуваного фільму, «Зоряні війни: Пробудження Сили», перенісся на 11 березня, а потім 10 червня 2016 року. 3 листопада 2015 Legendary Pictures показали 15-исекундний тизер, а 6 листопада — офіційний трейлер. Надалі Legendary Pictures переодично публікували відео, що знайомили глядачів зі світом і персонажами фільму. Останній трейлер був оприлюднений 19 травня 2016.
Перший показ відбувся у Франції (Париж) 24 травня 2016 року. В ОАЕ, Німеччині, Росії та низці інших країн фільм вийшов на екрани 26 травня. В Україні «Warcraft: Початок» глядачі змогли подивитися 9 червня. Наступного дня фільм з'явився в кінотеатрах США, а в Японії 1 липня.

### Вирізані епізоди
Фінальна версія фільму не містить низки сцен, поява яких можлива в режисерській версії. Сюжетна лінія Гарони початково розкривалася детальніше, зокрема щодо мотивів її звільнення Дуротаном і походження. В палаці короля Ллейна бард мав співати пісню «I Am The One And Only» Чесні Гокса.
Частина задуманого не була реалізована, але згадується в сценарії. Так поряд з орками мали боротися тролі. Ранній сценарій містив сцену з Ліроєм Дженкінсом як бійцем Альянсу в фіналі — мемом з World of Warcraft, що став називним для безрозсудної атаки.

## Акторський склад
| Люди | Орки (Орда) | Інші |
| --- | --- | --- |
| - Тревіс Фіммел — сер Андуїн Лотар. Воєначальник Штормвінду і друг короля; - Домінік Купер — король Ллейн Рінн; - Ділан Шомбінг — принц Варіан Рінн, син Ллейна; - Бен Фостер — маг Медів, Хранитель, захисник світу Азерот; - Бен Шнетзер — маг Хадгар, вигнанець, що покинув навчання у Кірін-Торі; - Рут Негга — леді Тарія, дружина Ллейна Рінна; - Калум Кіт Ренні — кастелян Морос, слуга Медіва у вежі Караджан; - Буркеллі Дуффілд — Сален, юний син Лотара; - Раян Роббінс — Карос, летинант Лотара; - Гленн Клоуз — сутність Алоді, перша з Хранителів; - Каллан Мелвей — воїн Альянсу. | - Тобі Кеббелл — Дуротан, молодий вождь клану Північного вовка; - Роб Казінскі — Оргрім, помічник і друг Дуротана; - Кленсі Браун — Чорнорук, очільник вторгнення орків до Азероту; - Денієл Ву — Гул'дан, Чорнокнижник і фактичний лідер всієї орчої Орди, що володіє згубною магією Скверни; - Террі Нотарі — Громаш Пекельний Крик, вождь клану Військової пісні; - Анна Ґалвін — Драка, дружина Дуротана. | - Паула Паттон — Гарона, напів-орк, ізгой серед орків; - Дін Редман — Варіс, лейтенант Лотара / орчий вовк. |

## Оцінки
На фільм покладалися як великі надії так і побоювання, що він стане нецікавим для незнайомих з відеоіграми глядачів та провалиться в прокаті. Зокрема висловлювалися думки щодо можливої недоцільності передачі візуального стилю і введення персонажів, подій з ранніх ігор серії Warcraft. Загалом фільми, засновані на відеоіграх, досі в більшості не були успішними.

### Глядацькі
На попередніх переглядах в травні 2016 року фільм отримав загалом схвальні відгуки від пересічних глядачів. Вони говорили про нього як «епічний» і цікавий незалежно від ігор, проте були нарікання на фінал. На IMDB «Warcraft: Початок» зібрав 7,6 балів з 10 на основі понад 60000 оцінювань.

### Критиків
Оцінки ж професійних критиків, передусім західних, були більш стриманими, а згодом змінилися до негативних. Так, від «The Hollywood Reporter» фільм отримав 60 балів зі 100 із зазначенням, що він є проривом в екранізації ігор і якісно виділяється з-поміж фентезійних історій. Рецензенти «TheWrap» дали оцінку 10/100, у висновку написавши, що краще передивитися відеовставки з ігор, ніж «Warcraft: Початок», і «Супербрати Маріо» як екранізація відеогри вдаліша. Сайт Kotaku визначив фільм як поганий, написавши: «Замість звернення до кумедного ядра, що робить ігри, як World of Warcraft, цікавими, фільм „Warcraft“ прагне до суворості, втрачаючи цілісність».
Редакція російського журналу «Мир фантастики» звернула увагу на очевидну комп'ютерну графіку, непереконливі діалоги, але дбайливе ставлення до деталей першоджерела. Фільм було прирівняно до «Джона Картера», проте з більш вдалою цільовою аудиторією, і названо найкращим зі знятих фільмів за відеоіграми. Згодом цей же журнал відгукнувся про фільм як супутній до ігор: «Це дуже дорогий рекламний ролик до відеоігор, які випускає Blizzard. І хоча студія зазнала чималих витрат, вклавшись у фільм, вони напевно окупляться за рахунок підняття інтересу до її основної продукції».

## Касові збори
На 10 червня 2016 року фільм окупився, зібравши понад $168 млн. Несподіваним став успіх в Китаї, де за два дні він зібрав понад $90 млн. В решті регіонів на 10 червня було зібрано $78 млн. Очікувалося, що до кінця прокату він принесе $200–250 млн. Станом на 24 серпня збори склали $433,5 млн, перевищивши прогнози.
«Warcraft: Початок» став найуспішнішим фільмом, створеним на основі відеогри, випередивши «Angry Birds у кіно» ($327 млн), «Оселя зла 4: Потойбічне життя» ($296 млн) і «Лара Крофт: Розкрадачка гробниць» ($275 млн). Також він став антирекордсменом з найнижчим відсотком касових зборів на батьківщині, в США, при високих зборах в цілому. За перший тиждень він зібрав в американському прокаті $38 мільйонів — близько 10 % всіх своїх доходів. За два тижні в Китаї — $157 мільйонів, майже половину загальної суми і приблизно свій бюджет. Це стало приводом для жартів про «мільярд азійських геймерів», які врятували «Варкрафт». Аналітики вбачали причину такого становища в тому, що Legendary Pictures на початку 2016 року купив китайський холдинг Wanda, який володіє кінотеатрами, готелям, курортами та різними розважальними закладами. «Warcraft: Початок» відповідно став основним проектом року і рекламувався повсюдно в Китаї, навіть там, де зарубіжні фільми зазвичай не демонструються. До фільму багато глядачів поставилися як до китайського, знятого за американськими стандартами, і навіть уряд був зацікавлений у його просуванні. При цьому в Китаї до прокату допускаються не більше 34-х іноземних фільмів, відібраних цензурою. В США ж стрічка просувалася Universal, з якою Legendary мала невдале партнерство, особливо через провальні фільми фентезійної тематики. «Warcraft: Початок» розглядався як черговий провальний проект, він порівняно слабо рекламувався і тому й не отримав великих зборів.

## Продовження
Сюжетна лінія залишила фільм відкритим для можливих продовжень, Джонс висловив інтерес до продовження фільму, який ймовірно, буде адаптований з гри «Warcraft II: Tides of Darkness».
18 червня 2018 Данкан Джонс написав у Твіттері, що шанси Warcraft отримати продовження не викликають оптимізму. Однак у вересні 2020 року стало відомо, що кінокомпанія Legendary pictures вже працює над продовженням.

## Відмінності від канону
Фільм має низку розходжень з першоджерелами: відеогрою Warcraft: Orcs & Humans (1994) і романом «Warcraft: Останній Страж» (2001). У них не згадується дренеїв, портал було відкрито чаклунством Тіньової Ради, а не масовими жертвами. Магія, що спустошила Дренор, як описано пізніше, походила від демонів, очільником яких був Саргерас. Дуротан і Оргрім належали до різних кланів, тоді як у фільмі вони друзі з єдиного клану Північного вовка. Орки початково зображалися зеленими, пізніші ігри та фільм пояснюють це забарвлення впливом скверни, тоді як від природи орки коричневі.
У грі Гароні та Андуїну приділялася відносно мала роль — вони були оповідачами в керівництві до гри, крім згадки в одній з місій. У фільмі Гарона вбила короля, виконуючи його прохання, в першоджерелах — будучи під владою Тіньової Ради в палаці на очах у Варіана. Син Лотара до фільму ніде не згадувався. Ні в грі, ні в романі не фігурувала Тарія. Роман описує стосунки Хадгара з Медівом більш дружніми, молодий маг бажав навчитися мистецтву магії в цього Хранителя. В романі, запідозривши Медіва в зраді, Лотар прибуває до Караджану не з Хадгаром, а з цілим військом. Роман зображає битву магів більш виснажливою для Хадгара — він швидко постарів. На відміну від фільму, там після загибелі Медіва Гул'дан впав у кому, оскільки втратив з ним магічний зв'язок. Чорнорука убив не Лотар, а Оргрім. Додаткові матеріали, як роман «Warcraft: Володар кланів» (2001) і комікс «Warcraft: Легенди» (2008, том 2), описують смерть Дуротана і Драки безславними — Гул'дан підіслав до них обох убивць. У фільмі ж Дуротан гине в поєдинку з Гул'даном, переконавши Орду в безчесті її лідера, а Драка — захищаючи сина.
Фінал показує формування Альянсу в Штормвінді через загрозу орчої навали. Гра ж канонічно завершується зруйнуванням міста орками. Альянс уклали після цього вцілілі люди, що вирушили за допомогою в королівство Лордерон.

## Новелізація
Видавництво  Titan Books 3 червня 2016 року видало офіційну новелізацію фільму — «Warcraft: The Official Movie Novelization». Вона в свою чергу за місяць до того отримала роман-приквел «Warcraft: Durotan (The Official Movie Prequel)», виданий 6 травня. Автором обох книг є американська письменниця Крісті Ґолден, відома новелізаціями відеоігор, зокрема і Warcraft, раніше.